# Philippe Rogier
Philippe Rogier, także Roger, Rugier (ur. około 1561 w Arras, zm. 29 lutego 1596 w Madrycie) – franko-flamandzki kompozytor.

## Życiorys

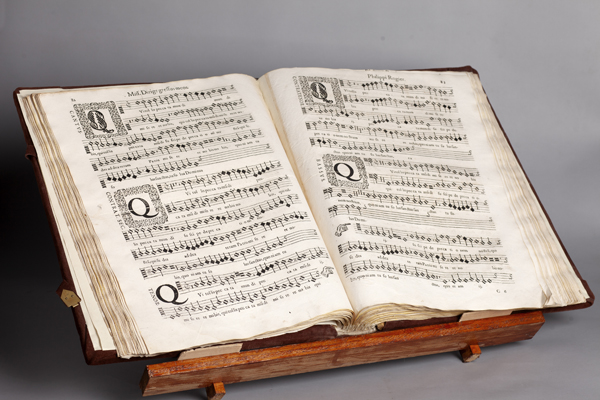
Msze Rogiera w Museo Parroquial, Pastrana

Od 1572 roku przebywał jako członek chóru chłopięcego na dworze króla Filipa II w Madrycie. W latach 1584–1586 był nadwornym wicekapelmistrzem, a od 1586 roku do końca życia kapelmistrzem. Przyjął święcenia kapłańskie, otrzymał z rąk króla liczne beneficja, a także wysoką pensję z kasy biskupa Léonu. Jego msza i motet uświetniły ceremonię zaślubin infantki Katarzyny z księciem Sabaudii Karolem Emanuelem w Saragossie w 1585 roku. W 1590 roku przebywał w Niderlandach, gdzie rekrutował śpiewaków do kapeli królewskiej. Cieszył się podziwem współczesnych, opiewał go Lope de Vega. Utwory Rogiera wykonywano jeszcze długo po jego śmierci.
Komponował msze, motety i chansons, jego dorobek kompozytorski obejmuje około 250 pozycji. Msze Rogiera w większości reprezentują typ missa parodia, wykorzystane zostały w nich motety Clemensa non Papy, Thomasa Crecquillona, Nicolasa Gomberta, Cristóbala de Moralesa i Palestriny. Część motetów zbudowana jest natomiast wokół chorałowego cantus firmus lub nawiązuje do chorału w imitacji i polifonii swobodnej. Msza Rogiera Domine Dominus noster zawiera jeden z najwcześniejszych przykładów zastosowania basso continuo, realizowanego przez dwoje organów i harfę.